# Иерно, Жан
Жан Иерно (Йерно, фр. Jean Hiernaux, 9 мая 1921, Юи, Валлония — 19 октября 2007, Брюссель) — бельгийский антрополог, генетик и врач. Исследователь Африки. Профессор Брюссельского свободного университета. Ректор Официального университета Конго и Руанды-Урунди (1957—1960).

## Биография
Родился в 1921 году в Юи в Бельгии. Сначала работал врачом в экваториальных лесах Африки, затем занялся физической антропологией, экологией человека и археологией. По образованию врач и физический антрополог. Доктор медицины и доктор наук Брюссельского свободного университета.
В разное время преподавал в Брюссельском свободном университете, Университете Лубумбаши, Парижском и Гарвардском университетах. Устраивал экспедиции. По выражению В. П. Алексеева, ради сбора антропологического материала среди банту «исколесил всю Центральную Африку».
В течение нескольких лет работал на административных должностях в Национальном институте агрономических исследований Бельгийского Конго. После этого в ноябре 1957 года стал ректором Официального университета Конго и Руанды-Урунди. Покинул пост в конце 1960 года на фоне волнений после получения Конго независимости. Фактически, ему тогда пришлось уехать из страны.
Готовил публикации под эгидой ЮНЕСКО по проблемам расы и расизма. В частности, участвовал в составлении заявлений ЮНЕСКО по расовым вопросам в 1964 году в Москве (также был организатором этой встречи экспертов) и в 1967 году в Париже.
В 1964 году назначен директором по исследованиям в Национальном центре научных исследований во Франции (CNRS), в котором и работал до выхода в отставку в 1986 году. В CNRS и университете Париж Дидро создал исследовательскую группу по экологии человека.
Между 1964 и 1975 годами исследовал механизмы человеческого разнообразия в рамках Международной биологической программы.
В 1967 году стал сооснователем и генеральным секретарём Международной ассоциации биологов человека («International Association of Human Biologists — Association International des Anthropobiologistes», IAHB).
Ян Вансина в своих мемуарах отмечал: «точный ум этого ученого соседствовал с авантюрным воображением»; и описал как антиклерикала: «Если кто-то когда-либо верил, что наука даёт все ответы на будущее, но сначала должна прогнать мракобесные туманы религии, то это был он». В то время Иерно получил печальную известность на местном уровне как противник понятия «раса» и защитник смешанных браков.

## Научная деятельность
Вместе с Жаком Ненкин в 1957 году раскопал место Санга у озера Кисале, найдя свидетельства сложного социально-политического образования VIII—XII веков нашей эры. Также изучал народы Центральной Африки и их происхождение. В 1958 году связал определённый тип керамики (посуду Уреве) и большую миграцию носителей банту в восточную и южную части Африки. В 1968 и 1974 годах вышли его работы по исследованию генетических и лингвистических распределений на африканском континенте с использованием данных генетики и морфологии.
В антропологии был новатором, используя компьютерные методы для изучения морфологических и генотипических различий популяций человека.
Получил известность своими антропологическими исследованиями по Центральной Африке и теоретическими работами, где в том числе последовательно выступал против концепции расы человека и расовых классификаций. Подход Иерно заключался в отказе от априорных категорий для описания биологического разнообразия человека. Считал, что раса является не фактом, а концепцией, которая не имеет одинакового значения среди учёных. Отмечал, что многие антропологи определяли расу как популяцию, которая отличается от других частотами определённых генов; но тогда получается, что каждая популяция образует расу. Поэтому критиковал использование термина «раса» вместо «популяция». В своих работах Иерно стал полностью отвергать выделение рас на основе наблюдаемых признаков (фенотипа), отдавая предпочтение генетическим методам.

В работе «La diversité humaine en Afrique subsaharienne» (1968) указывал, что традиционные схемы расовых классификаций группировали вместе популяции, которые сильнее отстояли друг от друга генетически, и наоборот. Причём никакие новые схемы не станут заменой. В своей более поздней книге «The People of Africa» отмечал, что в одном только регионе от востока до центральной части Африки в популяциях присутствует широкий диапазон значений и частот для многих антропологических вариантов: 
В некоторых из них широта диапазона всего мира охвачена на субконтиненте. Здесь живут самые низкие и самые высокие человеческие популяции, те, у кого самый длинный, и те, у кого самый короткий нос, те, у кого самые толстые, и те, у кого самые тонкие губы в мире. На этой территории диапазон средней ширины носа перекрывает 92 процента мирового диапазона: в африканских рекордах отсутствует лишь узкий диапазон чрезвычайно низких средних значений. Средние значения диаметров головы перекрывают около 80 процентов мирового диапазона; 60 процентов... головной указатель.
Оригинальный текст (англ.)In some of them, the whole of the world range is covered in the sub-continent. Here live the shortest and the tallest human populations, the one with the highest and the one with lowest nose, the one with the thickest and the one with the thinnest lips in the world. In this area, the range of average nose widths covers 92 percent of the world range: only a narrow range of extremely low means are absent from the African record. Means for head diameters cover about 80 percent of the world range; 60 percent ... the cephalic index.
Обращал внимание на большое разнообразие в тропической Африке с точки зрения особенностей формы черепа, дерматоглифики, формы волос, серологии и цвета кожи.

## Ряд публикаций
Написал более 70 публикаций в качестве единственного автора и около 20 в соавторстве. Работы, преимущественно, концентрируются на прошлом и нынешнем населении Африки, в том числе археология памятников Киву и Руанды-Урунди, группы крови, серповидноклеточная анемия и т. д.
Книги и монографии
- Science et conscience. De l’ego au cosmos. 1996. 102 p. ISBN 2-7384-4642-6
- The Use of Multivariate Distances for Non-Classificatory Purposes in Anthropobiology. In: Multivariate Statistical Methods in Physical Anthropology: A Review of Recent Advances and Current Developments / G. N. Van Vark, W. W. Howells. — Dordrecht: Springer Netherlands, 1984. — P. 101—114. doi:10.1007/978-94-009-6357-3_9
- Man in the heat, high altitude and society, C.C. Thomas Pbl. Springfield, Ill. 1982.
- La diversité biologique humaine. Human biological diversity. Jean Hiernaux (ed.), Paris, Masson and Montreal, Presses de l’Université, 1981.
- Long-term biological effects of human migration from the African savanna to the equatorial forest: a case study of human adaptation to a hot and wet climate. In: Population structure and human variation, G.A. Harrison Ed. IBP vol. II, Cambridge Univ. Press. 1977.
- The People of Africa. London: Weidenfeld and Nicolson, 1974. Pp. xiv + 217 
The People of Africa. Scribner, New York, 1975. xiv, 218 pp. + plates. (Peoples of the World Series).
- Histoire generale de l’Afrique noire, de Madagascar et des archipels. Volume 1, Des origines a 1800. Paris: Presses Universitaires de France. 1970. 576 p. (соавтор)
- Égalité ou inégalité des races? Paris: Hachette, 1969.
- La diversité humaine en Afrique subsaharienne. Université libre de Bruxelles, 1968. 261 p.
- The concept of race and the taxonomy of mankind. In: The Concept of Race, New York, Collier Books, 1964. P. 29-45.

Под эгидой ЮНЕСКО
- L’Espèce humaine peut-elle être découpée en races? // Le Racisme devant la science, 1973, p. 171—176.
- Four statements on the race question (англ.) / J. Hiernaux, M. Banton. — UNESCO, 1969. — 56 p.
- Problems of race definition. // International social science journal, 1965, XVII, 1, p. 115—117.
- The Moscow Expert Meeting (August 1964); introduction // International social science journal, 1965, XVII, 1, p. 73-84.
- The Future of 'homo sapiens': a biologist's view (англ.) // The UNESCO Courier. — 1965. — April. — P. 12—15.

Статьи
- Educability: a field of research in ongoing human evolution (англ.) // Journal of Human Evolution. — 1985. — Vol. 14. — P. 371–374. — doi:10.1016/S0047-2484(85)80043-9.
- Natural Head Poise and Urban-Industrialized Life (англ.) // Current Anthropology. — 1984. — Vol. 25, iss. 3. — P. 346–347. — doi:10.1086/203144.
- Physical Anthropology of the Living Populations of Sub-Saharan Africa (англ.) // Annual Review of Anthropology. — 1976. — Vol. 5, iss. 1. — P. 149–168.
- Bantu Expansion: The Evidence from Physical Anthropology Confronted with Linguistic and Archaeological Evidence // The Journal of African History, 1968, IX, 4: 505—515. doi:10.1017/S0021853700009014
- La biologie humaine face aux préjugés raciaux // Raison présente, Année 1968, 6, p. 95-101.
- Heredity and environment: their in[luences on human morphology. A comparison of two independent lines of study. Am. Jour. Physical Anthropology, 1963, 21, 4: 575—590.
- Le concept de race en anthropologiephysique. VI th I.C.A.E.S., Paris 1960, 1962, vol. I: 472—477
- Note sur une ancienne population de Ruanda — Urundi : les Renga, Zaire, 1956, 4, 351—360.
- Influence de la nutrition sur la morphologie des Bahutu du Ruanda. IVth I.C.A.E.S. Vienna, 1952, 1: 157—162
- Les caracteres physiques des populations du Ruanda et de l’Urundi. Inst. Roy. Sc. Nat. Belgique., mem. 2eme serie, fasc. 52, 1954, ll p.
- Contribution d l’etude craniometrique de quelques peuples du Congo Belge. L’Anthropologic, 1946, 56: 346.